# KievPrime
KievPrime — индекс процентных ставок украинского межбанковского рынка в гривне. Рассчитывается на основании котировок 8 крупных украинских банков для сроков овернайт, неделя, 1 месяц, 2 месяца, 3 месяца (по состоянию на 01.08.2010). В некотором роде аналог Libor для украинской гривны.

## Методика расчета
Ежедневно до 12:30 по киевскому времени банки дают твердые котировки на сроки O/N, 1W, 1M, 2M, 3M. Для каждого срока 2 самые высокие и 2 самые низкие ставки исключаются из расчета. В случае, если котировки выставляют не все банки (а такое бывает), используется какой-то мутный алгоритм отброса крайних значений. Если котировки на определенный срок выставили только 4 банка или меньше, то ни одна из них не отбрасывается. По оставшимся котировкам рассчитывается среднеарифметическое значение и публикуется фиксинг индекса на странице Reuters «KievPrime». Отличительной чертой индекса является то, что участники выставляют твердые котировки, то есть обязаны в рамках определенных многосторонним договором лимитов совершать сделки по заявленным котировкам (не по итоговому фиксингу, а каждый по своим выставленным) с другими участниками индекса. Участники индекса обязаны поддерживать двусторонние котировки со спрэдом не более 50 базисных пунктов (то есть 0,5 %). Если какой-то из банков не будет выполнять условия многостороннего договора, его могут исключить собранием участников из состава индекса.

## Примечание
В принципе, существуют KievPrime Ask и KievPrime Bid. Разница между ними не должна превышать 0,5 %. Фактически же, она всегда равна 0,5 %, то есть KievPrime Bid = KievPrime Ask — 0,5 %. Когда говорят просто про KievPrime без уточнения направления котировки, практически всегда подразумевают KievPrime Ask (кстати, он и является фиксингом индекса, который отображается на странице «KievPrime» в Reuters).